# Emanuele Ferro
Emanuele Ferro (La Spezia, 29 aprile 1886 – Monfalcone, 22 ottobre 1915) è stato un militare italiano.

## Biografia
Figlio di Andrea Ferro, iniziò a 17 anni la carriera militare e nel 1907 fu ammesso al corso di allievi ufficiali presso il 74º Reggimento fanteria "Lombardia" dove uscì con il grado di sottotenente ed inviato al 44º reggimento brigata Forlì dove si congedò.
Trovò lavoro come applicato alle ferrovie a Genova nella divisione materiale e trazione.
Nel 1914 chiese ed ottenne di rientrare nel regio esercito.
Promosso capitano ed inviato in zona di guerra con il 21º Reggimento fanteria "Cremona" partecipò alle prime tre battaglie dell'Isonzo.
Alla Terza battaglia dell'Isonzo trovò la morte a Monfalcone e il suo eroismo fu premiato con la medaglia d'oro al valor militare
Assieme ad Enrico Toti furono gli unici due ferrovieri ad essere insigniti della massima onorificenza nella grande guerra..